# Бозмен, Джон
Джон Бозмен (англ. John Bozeman; 1835 — 20 апреля 1867) — американский исследователь и золотодобытчик.

## Биография
Джон Бозмен родился в 1835 году в округе Пикенс, штат Джорджия. В 1858 году на территории современного штата Колорадо отряд старателей обнаружил золото и тысячи людей устремились к Скалистым горам. Джон Бозмен, оставив свою семью, присоединился к искателям золота.
В 1862 году он перебрался в Монтану. В 1863 году он вместе с охотником Джоном Джейкобсом  искал прямой и кратчайший путь из Вайоминга к городу Вирджиния-Сити, расположенному на западе Монтаны. Эта дорога впоследствии соединила шахтёрские города Западной Монтаны с Орегонским путём и вошла в историю как Бозменский тракт.
Джон Бозмен был убит 20 апреля 1867 года в районе реки Йеллоустон на юге Монтаны. Обстоятельства его гибели до сих пор неизвестны. Том Ковер, его напарник и деловой партнёр, сообщил, что на них напали черноногие и Джон Бозмен погиб в стычке с индейцами. По другой версии, Бозмена убил сам Том Ковер.
В честь Джона Бозмена назван город, расположенный в округе Галлатин, штат Монтана.